# Trouble Man: Heavy is the Head
Trouble Man: Heavy is the Head – ósmy studyjny album amerykańskiego rapera T.I. Premiera płyty odbyła się 18 grudnia 2012 roku. Pierwszy oficjalny singel został opublikowany 17 lipca 2012 roku. Tytuł utworu to "Go Get It". Następny utwór pt. "Ball" ujawniono w październiku 2012 roku. Gościnnie na albumie udzielili się między innymi Akon, Lil Wayne, Andre 3000 czy wokalistka Pink.

## Lista utworów
Źródło.
1. "The Introduction"
2. "G Season" (gościnnie Meek Mill)
3. "Trap Back Jumpin"
4. "Wildside" (gościnnie A$AP Rocky)
5. "Ball" (gościnnie Lil Wayne)
6. "Sorry" (gościnnie André 3000)
7. "Can You Learn" (gościnnie R. Kelly)
8. "Go Get It"
9. "Guns and Roses" (gościnnie Pink)
10. "The Way We Ride"
11. "Cruisin’"
12. "Addresses"
13. "Hello" (gościnnie Cee Lo Green)
14. "Who Want Some"
15. "Wonderful Life" (gościnnie Akon)
16. "Hallelujah"